# Aiguille Dibona
Dibona lub Aiguille Dibona – szczyt w Alpach Delfinackich, części Alp Zachodnich. Leży w południowo-wschodniej Francji w regionie Owernia-Rodan-Alpy.
Szczyt wznosi się w grupie górskiej Écrins, w szeroko pojętym Masywie Soreiller, w skalnej grani odbiegającej na południe od Aiguille Centrale du Soreiller (3338 m n.p.m.), w odległości ok. 500 m od tej ostatniej. Ma formę potężnej, wyjątkowo spiczastej turni. 
Pierwszego wejścia dokonali Guido Mayer i Angelo Dibona 27 czerwca 1913 r. Latem 1958 r. południową ścianę turni przeszli polscy wspinacze Jerzy Rudnicki i Jacek Mach.
Szczyt można zdobyć najszybciej ze schroniska Refuge du Soreiller (2719 m n.p.m.), położonego bezpośrednio u południowych podnóży turni.